# Kővárgara község
Kővárgara község (románul: Comuna Valea Chioarului) község Máramaros megyében, Romániában. Központja Kővárgara, beosztott falvai Durusa, Kisnyíres, Kőváralja, Nagykörtvélyes, Szamosfericse.

## Népessége
A 2011-es népszámlálás adatai alapján a község népessége 2025 fő volt.